# Roman Sołtyk

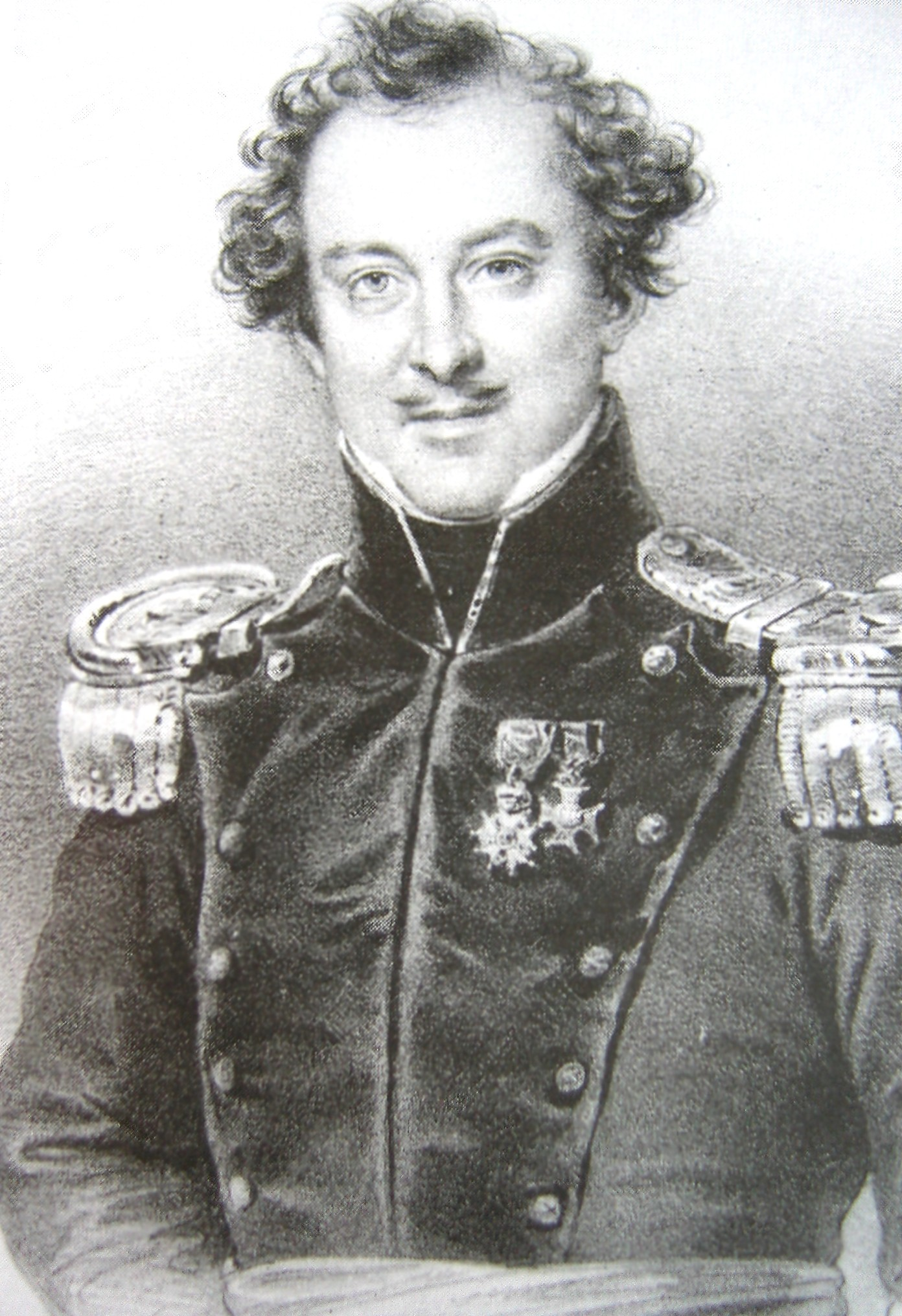
Roman Sołtyk

Roman Graf von Sołtyk (* 1791 in Warschau; † 24. Oktober 1843 in Saint-Germain-en-Laye) war polnischer General.

## Leben

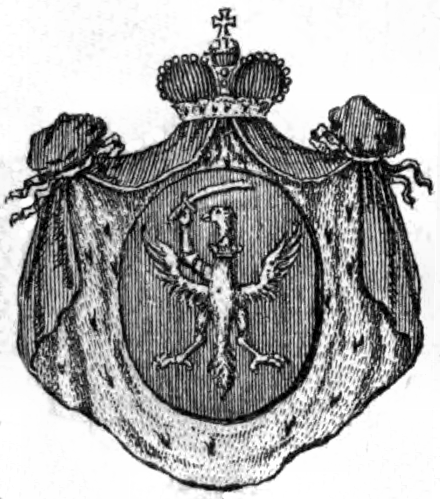
Wappen der Grafen von Soltyk 1773

Er war Sohn des Reichstagsmarschalls Stanisław Sołtyk und der Prinzessin Karoline Sapieha, besuchte die polytechnische Schule in Paris, trat 1807 als Leutnant in die Fußartillerie des damaligen Großherzogtums Warschau ein und an nahm 1809 an dessen erfolgreicher Verteidigung gegen einen Angriff Österreichs teil.
1812 als Adjutant des Generals Michał Sokolnicki in den Generalstab Napoleons I. berufen, befehligte er in der Völkerschlacht bei Leipzig die Sachsen und geriet durch deren Übergang in die Gefangenschaft der Alliierten. Wieder frei, verließ er den Militärdienst und eröffnete in Warschau ein Eisenmagazin. Seit 1822 beteiligte er sich an den geheimen politischen Gesellschaften.
Nach dem Ausbruch der Revolution vom 29. November 1830 begab er sich nach Warschau, wurde Generalkommandant der vier auf dem rechten Weichselufer liegenden Woiwodschaften, organisierte hier 47.000 Mann mobiler Nationalgarden. Auf dem Reichstag beantragte er erfolglos die Absetzung des Kaisers Nikolaus I. und war für die Erklärung der Souveränität des Volkes vom 21. Januar 1831 verantwortlich.
Während der Belagerung Warschaus durch die Russen Befehlshaber der Artillerie in der Stadt, widersetzte er sich aufs eifrigste der Kapitulation Krukowieckis und hielt stand bis zum letzten Augenblick, ging dann mit der Armee nach Płock und übernahm eine Sendung nach England und Frankreich, um dort um eine Vermittlung dieser Mächte für Polen nachzusuchen.
Im Exil schrieb er den Précis historique, politique et militaire de la révolution du 29 novembre (Paris 1833, 2 Bde.; deutsch bearbeitet von Elsner, Stuttgart 1834) und Napoléon en 1812 (Paris 1836; deutsch, Wesel 1837).

## Werke
- Polen, geographisch und historisch geschildert. Mit einer vollständigen Geschichte der Jahre 1830 und 1831. Von einem Augenzeugen. Theil 1-2. Stuttgart 1834.
- Polen seine Helden im letzten Freiheitskampfe. Nebst einem Abriß der polnischen Geschichte seit ihrem Beginn bis zum Jahre 1830. Aus dem Französischen übersetzt und mit Notizen über Land und Volk begleitet von Heinrich Elsner. Theil 1-2. Stuttgart 1834.
- La Pologne, précis historique, politique et militaire de sa révolution, précédé d’une esquisse de l’ histoire de la Pologne, depuis son origine jusqu’en 1830. Paris 1833, (2 Bde.).
- Napoléon en 1812. Mémoires historiques et militaires sur la campagne de Russie. Paris 1836.
- Napoléon en 1812. Mémoires du Polonais Roman Sołtyk. [Reprint]. Paris, LCV Services, 2006.
- Relation des opérations de l'armée aux ordres du Prince Joseph Poniatowski pendant la campagne de 1809 en Pologne contre les Autrichiens. Paris 1841.